# Negrenii de Câmpie, Mureș
Negrenii de Câmpie este un sat în comuna Band din județul Mureș, Transilvania, România.
Satul Negreni de Câmpie are 80% cetățeni maghiari și 20% cetățeni români, dintre care 70% de religie reformat și 30% de religie penticostală.